# Élections régionales de 2021 en Bade-Wurtemberg
Les élections régionales de 2021 en Bade-Wurtemberg (en allemand : Landtagswahl in Baden-Württemberg 2021) se tiennent le 14 mars 2021, afin d'élire les 120 députés de la 17e législature du Landtag, pour un mandat de cinq ans. Elles ont lieu le même jour que les élections en Rhénanie-Palatinat.
Organisé dans le cadre des restrictions dues à la pandémie de Covid-19, le scrutin voit une nouvelle victoire des Verts du ministre-président Winfried Kretschmann et un recul de l'Union chrétienne-démocrate et de l'Alternative pour l'Allemagne. Six semaines après la tenue du scrutin, la coalition verte-noire au pouvoir depuis cinq ans est reconduite.

## Contexte

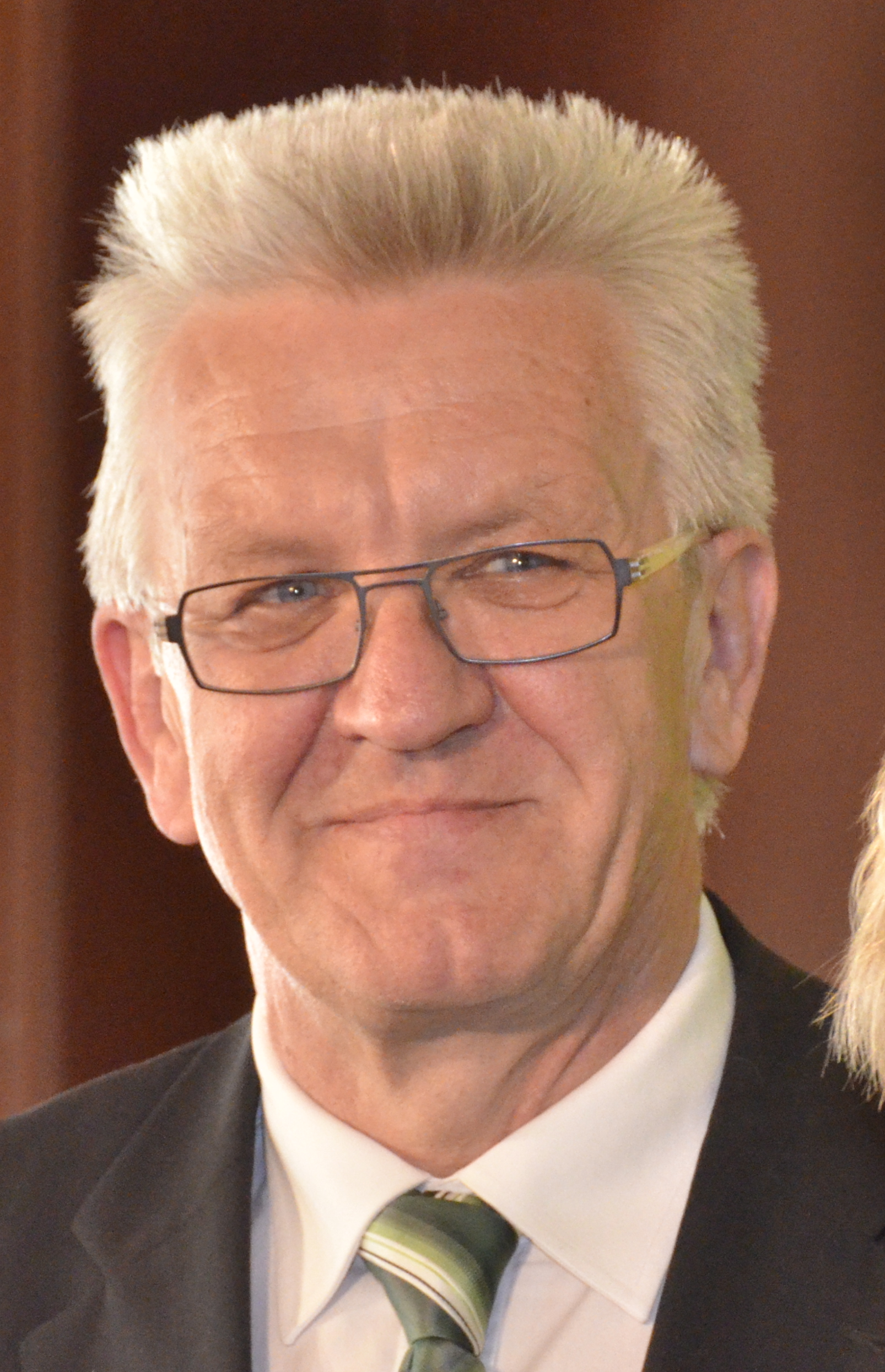
Winfried Kretschmann

Au cours des élections régionales du 13 mars 2016, l'Alliance 90 / Les Verts (Grünen) devient le premier parti de Bade-Wurtemberg avec plus de 30 % des suffrages exprimés. Elle devance ainsi de quasi trois points l'Union chrétienne-démocrate d'Allemagne (CDU), dont le land constitue un fief historique. Avec 12 %, le Parti social-démocrate d'Allemagne (SPD) chute lourdement, occupant la quatrième place derrière l'Alternative pour l'Allemagne (AfD), qui réalise une percée en totalisant 15 % des suffrages.
Le 3 mai 2016, le ministre-président écologiste sortant Winfried Kretschmann conclut un accord de coalition verte-noire avec la CDU. Kretschmann est réélu neuf jours plus tard par 82 voix favorables, soit sept de moins que le total de sa majorité et dix de plus que le minimum requis.
Le 24 mars 2020, le conseil des ministres du gouvernement Kretschmann II valide la proposition du ministre de l'Intérieur Thomas Strobl de convoquer les élections régionales le 14 mars 2021.

### Scandale des masques
Le 8 mars 2021, quelques jours avant le scrutin, un scandale impliquant l'alliance CDU/CSU éclate : plusieurs législateurs du parti de la chancelière Angela Merkel auraient reçu des paiements en agissant en tant qu'intermédiaires lors de ventes de masques,.
Les législateurs de la CDU/CSU ont été invités à faire une déclaration écrite avant 18 h, indiquant qu'ils n'avaient pas reçu d'argent pour des activités de conseil ou de passation de marchés liées à la crise du COVID.

## Mode de scrutin
Le Landtag est constitué de 120 députés (en allemand : Mitglied des Landtags, MdL) élus pour une législature de cinq ans au suffrage universel direct et suivant le scrutin proportionnel de Sainte-Laguë.
Chaque électeur dispose d'une voix, qui a double usage. Elle est d'abord attribuée au parti politique dont le candidat est le représentant, puis elle permet de déterminer le score du candidat dans sa circonscription, le Land comptant un total de 70 circonscriptions.
Lors du dépouillement, l'intégralité des 120 sièges est répartie entre les partis ayant remporté au moins 5 % des suffrages exprimés au niveau du territoire régional (les voix des candidats indépendants sont donc exclues de cette distribution). Cette répartition est ensuite répétée au niveau des quatre districts. Si un parti a remporté des mandats de circonscription, ses sièges sont d'abord pourvus par ceux-ci. Les sièges restants sont ensuite comblés par les candidats des circonscriptions non-élus, dans l'ordre décroissant de leurs résultats en pourcentage.
Dans le cas où un parti obtient plus de mandats de circonscriptions que la répartition proportionnelle ne lui en attribue, il conserve ces mandats supplémentaires et la taille du Landtag est augmentée par des mandats complémentaires distribués aux autres partis pour rétablir une composition proportionnelle au vote par parti.

## Campagne

### Principales forces
| Parti | Parti                                                                              | Idéologie                                                                   | Chef de file                                     | Résultats de 2016          |
| ----- | ---------------------------------------------------------------------------------- | --------------------------------------------------------------------------- | ------------------------------------------------ | -------------------------- |
|       | Alliance 90 / Les Verts Bündnis 90/Die Grünen                                      | Centre gauche Écologie politique, progressisme                              | Winfried Kretschmann (Ministre-président)        | 30,3 % des voix 47 députés |
|       | Union chrétienne-démocrate d'Allemagne Christlich Demokratische Union Deutschlands | Centre droit Démocratie chrétienne, libéral-conservatisme                   | Susanne Eisenmann (de) (Ministre de l'Éducation) | 27 % des voix 42 députés   |
|       | Alternative pour l'Allemagne Alternative für Deutschland                           | Droite à extrême droite Euroscepticisme, national-conservatisme, populisme  | Bernd Gögel (de)                                 | 15,1 % des voix 23 députés |
|       | Parti social-démocrate d'Allemagne Sozialdemokratische Partei Deutschlands         | Centre gauche Social-démocratie, troisième voie, progressisme               | Andreas Stoch (de)                               | 12,7 % des voix 19 députés |
|       | Parti libéral-démocrate Freie Demokratische Partei                                 | Centre droit à droite Libéralisme, libéralisme économique                   | Hans-Ulrich Rülke (de)                           | 8,3 % des voix 12 députés  |
|       | Die Linke                                                                          | Extrême gauche à gauche Socialisme démocratique, anticapitalisme, populisme | Sahra Mirow                                      | 2,9 % des voix 0 député    |

### Enquêtes d'opinions
| Institut                | Date       | CDU  | SPD  | Grünen | FDP  | Linke | AfD  |
| ----------------------- | ---------- | ---- | ---- | ------ | ---- | ----- | ---- |
| Institut                | Date       |      |      |        |      |       |      |
| INSA                    | 12/03/2021 | 23 % | 11 % | 32 %   | 11 % | 4 %   | 13 % |
| Forschungsgruppe Wahlen | 11/03/2021 | 24 % | 10 % | 34 %   | 11 % | 3 %   | 11 % |
| INSA                    | 10/03/2021 | 25 % | 10 % | 32 %   | 11 % | 3 %   | 12 % |
| Forschungsgruppe Wahlen | 05/03/2021 | 24 % | 10 % | 35 %   | 10 % | 3 %   | 11 % |
| Infratest dimap         | 04/03/2021 | 25 % | 10 % | 33 %   | 10 % | 4 %   | 12 % |
| INSA                    | 13/02/2021 | 28 % | 11 % | 31 %   | 10 % | 4 %   | 11 % |
| Forschungsgruppe Wahlen | 05/02/2021 | 28 % | 10 % | 34 %   | 9 %  | 3 %   | 11 % |
| Infratest dimap         | 04/02/2021 | 27 % | 11 % | 34 %   | 9 %  | 3 %   | 10 % |
| INSA                    | 13/01/2021 | 30 % | 12 % | 30 %   | 8 %  | 4 %   | 12 % |
| Infratest dimap         | 17/12/2020 | 30 % | 10 % | 37 %   | 7 %  | 3 %   | 11 % |
| INSA                    | 19/11/2020 | 31 % | 11 % | 29 %   | 7 %  | 5 %   | 12 % |
| Infratest dimap         | 15/10/2020 | 29 % | 11 % | 34 %   | 6 %  | 4 %   | 11 % |
| INSA                    | 10/09/2020 | 31 % | 12 % | 28 %   | 7 %  | 5 %   | 12 % |
| Infratest dimap         | 30/04/2020 | 30 % | 11 % | 34 %   | 6 %  | 3 %   | 12 % |
| INSA                    | 22/04/2020 | 31 % | 13 % | 29 %   | 7 %  | 4 %   | 11 % |
| Infratest dimap         | 12/03/2020 | 23 % | 11 % | 36 %   | 7 %  | 5 %   | 14 % |
| INSA                    | 30/10/2019 | 27 % | 11 % | 30 %   | 9 %  | 4 %   | 13 % |
| Infratest dimap         | 19/09/2019 | 26 % | 8 %  | 38 %   | 8 %  | 3 %   | 12 % |
| INSA                    | 10/05/2019 | 27 % | 11 % | 28 %   | 10 % | 6 %   | 12 % |
| Infratest dimap         | 28/03/2019 | 28 % | 12 % | 32 %   | 9 %  | 4 %   | 11 % |
| INSA                    | 15/02/2019 | 27 % | 13 % | 29 %   | 9 %  | 5 %   | 12 % |
| Forsa                   | 04/02/2019 | 23 % | 9 %  | 33 %   | 9 %  | 6 %   | 13 % |
| Infratest dimap         | 12/09/2018 | 28 % | 11 % | 29 %   | 7 %  | 7 %   | 15 % |
| INSA                    | 12/09/2018 | 25 % | 12 % | 27 %   | 9 %  | 5 %   | 18 % |

## Résultats

### Voix et sièges
|                          |                                                      |           |       |        |               |        |        |               |
| Parti                    | Parti                                                | Voix      | Voix  | Sièges | Sièges        | Sièges | Sièges | Sièges        |
| Parti                    | Parti                                                | Votes     | %     | MU1    | +/-           | Liste  | Total  | +/-           |
|                          | Alliance 90 / Les Verts (Grünen)                     | 1 586 192 | 32,64 | 58     | 12            | 0      | 58     | 11            |
|                          | Union chrétienne-démocrate d'Allemagne (CDU)         | 1 168 975 | 24,05 | 12     | 10            | 30     | 42     | en stagnation |
|                          | Parti social-démocrate d'Allemagne (SPD)             | 535 489   | 11,02 | 0      | en stagnation | 19     | 19     | en stagnation |
|                          | Parti libéral-démocrate (FDP)                        | 508 429   | 10,46 | 0      | en stagnation | 18     | 18     | 6             |
|                          | Alternative pour l'Allemagne (AfD)                   | 473 485   | 9,74  | 0      | 2             | 17     | 17     | 6             |
|                          | Die Linke (Linke)                                    | 173 317   | 3,57  | 0      | en stagnation | 0      | 0      | en stagnation |
|                          | Électeurs libres (FW)                                | 146 259   | 3,01  | 0      | en stagnation | 0      | 0      | en stagnation |
|                          | Die PARTEI (PARTEI)                                  | 59 463    | 1,22  | 0      | en stagnation | 0      | 0      | en stagnation |
|                          | Parti des bases démocratiques d'Allemagne (dieBasis) | 48 497    | 1,00  | 0      | en stagnation | 0      | 0      | en stagnation |
|                          | Liste du climat (Klimaliste)                         | 42 685    | 0,88  | 0      | en stagnation | 0      | 0      | en stagnation |
|                          | Nous 2020 (W2020)                                    | 41 128    | 0,85  | 0      | en stagnation | 0      | 0      | en stagnation |
|                          | Parti écologiste-démocrate (ÖDP)                     | 37 819    | 0,78  | 0      | en stagnation | 0      | 0      | en stagnation |
|                          | Volt Deutschland (Volt)                              | 22 782    | 0,47  | 0      | en stagnation | 0      | 0      | en stagnation |
|                          | Alliance C - Chrétiens pour l'Allemagne (Bündnis C)  | 4 081     | 0,08  | 0      | en stagnation | 0      | 0      | en stagnation |
|                          | Parti des pirates (PIRATEN)                          | 2 878     | 0,06  | 0      | en stagnation | 0      | 0      | en stagnation |
|                          | Autres                                               | 8 172     | 0,17  | 0      | en stagnation | 0      | 0      | en stagnation |
|                          |                                                      |           |       |        |               |        |        |               |
| Votes valides            | Votes valides                                        | 4 859 651 | 99,29 |        |               |        |        |               |
| Votes blancs et nuls     | Votes blancs et nuls                                 | 34 849    | 0,71  |        |               |        |        |               |
| Total                    | Total                                                | 4 894 500 | 100   | 70     | en stagnation | 84     | 154    | 11            |
| Abstentions              | Abstentions                                          | 2 776 539 | 36,20 |        |               |        |        |               |
| Inscrits / participation | Inscrits / participation                             | 7 671 039 | 63,80 |        |               |        |        |               |

### Analyse

#### Sociologique
| Catégorie                      | Grünen | CDU  | SPD  | FDP  | AfD  | Linke |
| ------------------------------ | ------ | ---- | ---- | ---- | ---- | ----- |
| Catégorie                      |        |      |      |      |      |       |
| Sexe                           |        |      |      |      |      |       |
| Hommes                         | 30 %   | 23 % | 11 % | 12 % | 12 % | 4 %   |
| Femmes                         | 37 %   | 24 % | 11 % | 9 %  | 6 %  | 4 %   |
| Âge                            |        |      |      |      |      |       |
| Moins de 30 ans                | 29 %   | 19 % | 10 % | 13 % | 8 %  | 7 %   |
| 30-44 ans                      | 29 %   | 22 % | 9 %  | 12 % | 11 % | 5 %   |
| 45-59 ans                      | 35 %   | 23 % | 10 % | 11 % | 11 % | 3 %   |
| Plus de 60 ans                 | 36 %   | 29 % | 14 % | 8 %  | 8 %  | 2 %   |
| Statut                         |        |      |      |      |      |       |
| Ouvrier                        | 27 %   | 26 % | 11 % | 9 %  | 15 % | 3 %   |
| Employé                        | 35 %   | 24 % | 12 % | 10 % | 7 %  | 4 %   |
| Fonctionnaire                  | 39 %   | 24 % | 13 % | 8 %  | 7 %  | 3 %   |
| Indépendant                    | 35 %   | 22 % | 8 %  | 16 % | 8 %  | 4 %   |
| Études                         |        |      |      |      |      |       |
| Hauptschulabschluss            | 28 %   | 30 % | 13 % | 9 %  | 13 % | 3 %   |
| Mittlere Reife                 | 30 %   | 24 % | 10 % | 11 % | 13 % | 3 %   |
| Abitur (baccalauréat)          | 33 %   | 21 % | 11 % | 12 % | 9 %  | 4 %   |
| Hochschulabschluss (supérieur) | 40 %   | 19 % | 11 % | 12 % | 6 %  | 4 %   |

### Conséquences
L'Alliance 90 / Les Verts décide le 1er avril 2021 d'ouvrir des négociations de coalition avec l'Union chrétienne-démocrate d'Allemagne, son partenaire de majorité depuis cinq ans. Bien qu'une partie du comité exécutif écologiste se soit montrée favorable à une « coalition en feu tricolore » avec le Parti social-démocrate d'Allemagne et le Parti libéral-démocrate, la direction régionale s'est finalement rangée à l'avis du ministre-président Winfried Kretschmann, partisan du renouvellement de la « coalition verte-noire ». Les dirigeants chrétiens-démocrates approuvent dans la foulée et à l'unanimité l'ouverture de discussions avec les Verts. L'accord qui reconduit la coalition entre les Grünen et la CDU est conclu exactement un mois plus tard.